# Cărand (gmina)
Cărand – gmina w Rumunii, w okręgu Arad. Obejmuje miejscowości Cărand i Seliștea. W 2011 roku liczyła 1036 mieszkańców.